# 미안해 (2002년 영화)
《미안해》(ごめん: Sorry)는 일본에서 제작된 토가시 신 감독의 2002년 멜로/로맨스, 전쟁, 드라마 영화이다. 히사노 마사히로 등이 주연으로 출연하였고 요시다 하루히코 등이 제작에 참여하였다.

## 출연

### 주연
- 히사노 마사히로
- 사쿠라타니 유키카

### 조연
- 사토 쇼이치
- 쿠리하라 타쿠야
- 쿠니무라 준
- 카와이 미치코
- 모리 츠요시
- 이부키 유키코
- 사이토 아유무
- 코마키 메구미

## 기타
- 원작자: Hiko Takana
- 프로듀서: Akira Morii
- 조연출: 타니구치 마사아키
- 미술: Shin-Ichi Miura